# 폴리곤에이드
폴리곤에이드(Polygonade®)는 굿소프트웨어(GS) 1등급 인증을 획득한 국가공인 온라인 코딩교육 플랫폼으로서, 블록 모양의 그래픽적인 요소를 조합하여 코드를 작성하는 방식인 비주얼 프로그래밍(VisualProgramming)과 자판의 텍스트를 입력하여 코드를 작성하는 방식인 텍스트 기반 프로그래밍(Text-based Programming) 환경을 지원한다. 3D 물리 엔진 코어와 사용자가 작성한 코드 간의 유기적 결합을 바탕으로 AI를 응용하는 자율 움직임에 대한 원리를 체계적으로 학습할 수 있는 환경을 지원하며, 청소년들로 하여금 쉽고 재미있게 컴퓨터 프로그래밍에 대한 경험을 쌓을 수 있게 하기 위한 목적으로 설계되었다. 웹을 기반으로 하는 서비스를 제공하며 누구든지 웹 브라우저만 있으면 플러그인 설치 없이 접속하여 이용할 수 있다.